# Marstal
Marstal is een plaats en voormalige gemeente in de Deense regio Zuid-Denemarken, gemeente Ærø. De plaats telt 2306 inwoners (2014).

## Voormalige gemeente
De oppervlakte van de gemeente bedroeg 16,75 km². De gemeente telde in 2005 3208 inwoners waarvan 1586 mannen en 1622 vrouwen en telde in juni 2005 85 werklozen. Per 1 januari 2007 zijn Ærøskøbing en Marstal in de nieuwe gemeente Ærø opgegaan.

## Geboren
- Magnus Mattsson (*1999), voetballer

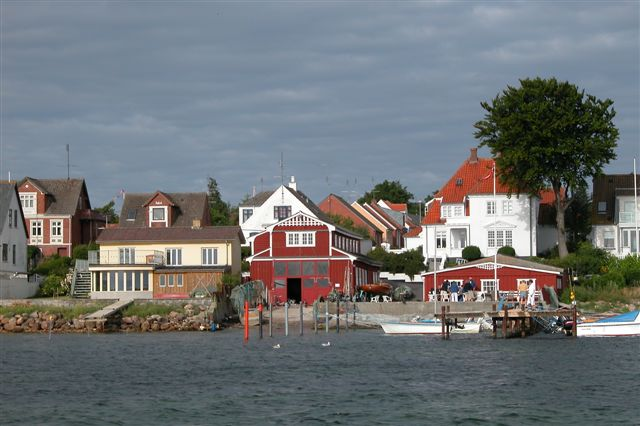
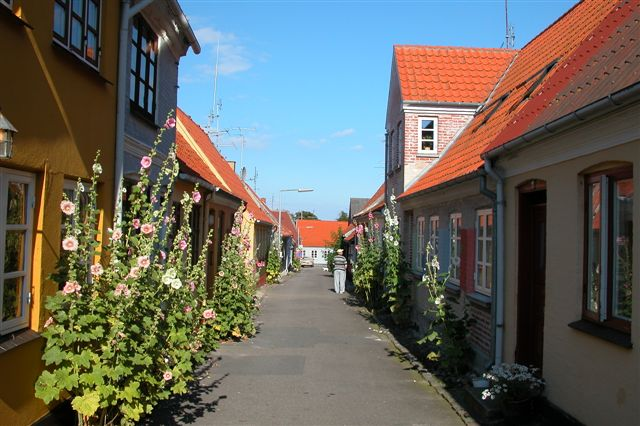
Centrum
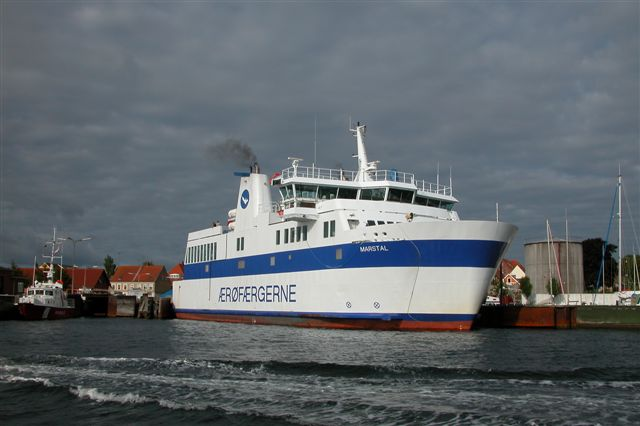
Veerboot in Marstal